# 学生才能発掘バラエティ 学生HEROES!
『学生才能発掘バラエティ 学生HEROES!』（がくせいさいのうはっくつバラエティ がくせいヒーローズ!）は、テレビ朝日で2010年4月8日から2017年9月28日まで放送されたバラエティ番組である。

## 内容
- 番組のタイトル通り学生（主に大学生）のやりたいことを全力で応援する番組である。

### わらいのゼミナール
学生芸人を応援する企画。毎週開催の「わらゼミBegins!」や3か月に1回開催の「わらいのゼミナールライブ」や1年に1度開催の「学生芸人No.1決定戦」といったライブを開催していた。当番組以外に多くの芸能事務所が参加協力を行っていた。
その後プロの芸人になる芸人を、多数輩出した。

#### 学生芸人No.1決定戦
1年に1度開催された学生芸人のナンバーワンを決定するライブである。第1回、第2回は「漫才を愛する学生芸人No.1決定戦」として開催され、第3回から第5回は「わらいを愛する学生芸人No.1決定戦」として開催された。
お笑いコンビの真空ジェシカは、第1回で決勝進出したことがきっかけで、優勝者のスパナペンチとともに人力舎に所属しプロの芸人になった。
| 回 | 開催日        | 会場                     | 優勝者         | 決勝進出者 | プロ芸人出演者 | 出典        |
| -- | ------------- | ------------------------ | -------------- | --- | --- | ----------- |
| 1  | 2011年3月5日  | 東大井きゅりあん小ホール | スパナペンチ   | - 門出ピーチクパーチク - キラキラダンディー - キングスピン - 真空ジェシカ - スモールート - はりねずみ - ひとめぼれ                                                               | - ハマカーン（MC） - LLR - 磁石 - スパローズ - トミドコロ - 麦芽 - ラバーガール                                        | [ 1 ]       |
| 2  | 2012年3月23日 | 北沢タウンホール         | 安全ナイフ     | - アウトバーン - いがぐりボンバー - クイックたーん - 死神 - ジャガモンド - 地上アナログ - 鳩ぽっぽステーション - ビッグマム - メタンハイドレード                                 | - ナイツ（MC） - エルシャラカーニ - 鬼ヶ島 - スパローズ - トップリード - ななめ45° - ハマカーン - ヒカリゴケ - U字工事 | [ 2 ] [ 3 ] |
| 3  | 2013年3月19日 | 北沢タウンホール         | サンストレンジ | - 一服ピストルズ - 岡田桜井 - オーロラ北極点 - カジナガサキ - さすらいラビー - ストレッチーズ - ダブルレンズ - のぎみやこ - ムーンオンマンデー - 若貴兄弟 - ワンダーニョキニョキ | - Hi-Hi（MC） - オジンオズボーン - ジグザグジギー - スパナペンチ - 流れ星                                              | [ 4 ] [ 5 ] |
| 4  | 2014年3月14日 | 北沢タウンホール         | 一服ピストルズ | - ウィスキールーキー - 岡田桜井 - これひー - サヨナラホームラン - Gパンパンダ - しばけん - シャトルスーツ - 絶対領域 - 東京アチャパジャマ - 若貴兄弟 - ユーロビート - 30度バンク | - サンドウィッチマン（MC） - あばれる君 - スパナペンチ - スパローズ - 三拍子 - トップリード                            | [ 6 ]       |
| 5  | 2015年3月7日  | 北沢タウンホール         | デカルト       | - 岡田桜井 - そいそ〜す - サヨナラホームラン - タクラマカンオーケストラ - ナイチンゲールダンス - マカロン高橋 - ムーンオンマンデー - メタセコイヤ - メロメロ産業 - リレンザ      | キングオブコメディ（MC）                                                                                               | [ 7 ] [ 8 ] |

## 出演者
- 春日俊彰（オードリー）- 番組では大統領
- 歴代の学生秘書
  - 恒川英里（慶應義塾大学） - 現東海テレビアナウンサー
  - 池田麻衣子（東京大学）
  - 大木文香（白百合女子大学） - 現北陸放送アナウンサー
  - 高橋明日香（上智大学）
  - 井上愛美（慶應義塾大学）
  - 三宅華子（慶應義塾大学）
  - 榊原かれん（上智大学）
  - 坂田真希帆（慶應義塾大学）
  - 上野沙也加（青山学院大学）
  - 廣田利佳（慶應義塾大学）
  - 米本千夏（法政大学）
  - 西ヤスエゴエス（青山学院大学）
  - 小口ひとみ（立教大学） - 現仙台放送アナウンサー
  - 宇内梨沙（慶應義塾大学） - 2015年TBSテレビ入社
- 前田有紀（出演当時テレビ朝日アナウンサー）
- 能町みね子

## ネット局と放送時間
| 放送対象地域 | 放送局           | 系列           | 放送期間                                                                 | 放送日時                                                                               | 備考             |
| ------------ | ---------------- | -------------- | ------------------------------------------------------------------------ | -------------------------------------------------------------------------------------- | ---------------- |
| 関東広域圏   | テレビ朝日（EX） | テレビ朝日系列 | 2010年4月8日 - 2011年3月31日 2011年4月7日 - 2014年3月27日 2014年4月3日 - | 木曜 1:21 - 1:36（水曜深夜） 木曜 1:51 - 2:06（水曜深夜） 木曜 1:26 - 1:41（水曜深夜） | 制作局           |
| 日本全域     | テレ朝チャンネル | CSデジタル放送 | 2010年5月9日 -                                                           | 日曜 21:45 - 22:00                                                                     | リピート放送あり |

不定期放送局
- 近畿広域圏・朝日放送

## スタッフ
- 企画：WohderNotes ワンダーノーツ放送作家部
- 構成：槙田英司、横山雄一郎、水野守啓、重倉涼、須長晋之介
- ナレーション：森葉子（テレビ朝日アナウンサー）
- 撮影：纐纈晃浩
- 照明：共立
- 美術：井磧伸介、小笠原吾郎
- デザイン：山下高広
- 美術進行：山本和記
- 大道具：津賀裕太
- スタイリスト：齋藤くみ
- EED：三浦愛
- MA：谷澤宗明
- 音効：吉田紗和子
- CG：大森清一郎
- 技術協力：TSP、ザ・チューブ、SPOT、東京オフラインセンター
- 編成：小鴨翔、西岡佐知子
- 宣伝：渡辺章太郎
- 衣装協力：株式会社シグノ
- デスク：稲月彰子
- TK：池田真梨絵
- イラスト：スズキユミコ、ISSEI
- 制作協力：クラフト
- 制作スタッフ：溝端幹央、室伏裕登
- AP：眞木良典、向井美科
- ディレクター：斎藤ノエル、秋山務、青木優介（全員→以前は制作スタッフ）
- 演出：渡辺資
- プロデューサー：中田智也、伊藤滋之、高橋洋子
- ゼネラルプロデューサー：樋口圭介（以前は、プロデューサー）
- 制作協力：TiesBrick
- 制作著作：テレビ朝日

### 過去のスタッフ
- 構成：コタヒカル、井手啓太郎
- ナレーション：北大輔
- ロケ技術：平沢哲、五反田立
- デザイン：小谷知輝
- 大道具：森田亘、大田真也、斉藤彰太
- EED：一ノ瀬勝、中島拓也、木原浩司、山本康介、小泉圭司
- MA：中村和弘、大澤竜哉
- 技術協力：映像通信
- 編成：奥村彰浩→松瀬俊一郎→吉川徹→北村麻美、林智乃→大沢解都
- 宣伝：西尾浩太郎、石田みう
- デスク：安江香織、遠藤友美
- TK：高橋千佳→渡辺千智→林奈緒美
- 音楽：山沢大洋
- 制作スタッフ：芦田太郎、日比野大輔、後藤北斗、日野有也佳、鎌田亮
- AP：鈴木ちえこ（以前は、制作スタッフ）、岡野昭子
- ディレクター：井筒栄志、箕臼高志、常盤俊郎、藤巻圭吾、丸山将人
- プロデューサー：梶山貴弘、松井正樹、甲斐候一、緒方昌孝
- 制作協力：MTG、クリーク・アンド・リバー社、AGE PROJECT